# Эко (город, Миннесота)
Эко (англ. Echo) — город в округе Йеллоу-Медисин, штат Миннесота, США. На площади 2,6 км² (2,6 км² — суша, водоёмов нет), согласно переписи 2002 года, проживают 278 человек. Плотность населения составляет 105,5 чел./км².
- Телефонный код города — 507
- Почтовый индекс — 56237
- FIPS-код города — 27-17900[1]
- GNIS-идентификатор — 0643147[2]